# 有志之會
有志之會（有志の会、ゆうしのかい）是日本众议院的議會黨團。

## 概述
於2021年11月4日成立，向眾議院事務局提交了黨團成立申請，並被受理。由在第49屆眾議院議員總選中當選的5名在野黨無黨派議員組成，5人過去都有過隸屬於民主党、民进党、希望之党的經驗。該團體表示：「將在11月10日召開的特別國會之後，一起進行法案審議等國會活動。」
代表是大分縣第1區選出的吉良州司，2021年11月4日吉良州司對是否與立憲民主黨等組成統一會派的提問回答說：「這是白紙（還沒任何想法）。我會一邊確認局勢一邊進行考慮。」
二木博文在臨時國會開前，2023年10月14日二木博文就任自民黨德島第一區支部代表，眾議院派係也加入自民黨(麻生派)、有志之會人數減為4人。

## 议会成员
| 眾議院議員                    | 眾議院議員                    | 眾議院議員                      | 眾議院議員                    |
| ----------------------------- | ----------------------------- | ------------------------------- | ----------------------------- |
| 吉良州司 （6回、大分縣第1區） | 北神圭朗 （4回、京都府第4區） | 緒方林太郎 （3回、福岡縣第9區） | 福島伸享 （3回、茨城縣第1區） |

## 脚注
1. ↑  . www.shugiin.go.jp.   [2022-12-02]. （原始内容存档于2022-12-02）.
2. ↑  日本放送協会. . NHK政治マガジン.   [2021-11-05]. （原始内容存档于2022-12-02） （日语）.
3. ↑  INC, SANKEI DIGITAL. . 産経ニュース. 2021-11-04  [2021-11-05]. （原始内容存档于2022-07-04） （日语）.
4. ↑  . 朝日新聞デジタル.   [2021-11-05]. （原始内容存档于2022-12-02） （日语）.
5. ↑  日本放送協会. . NHK NEWS WEB.   [2021-11-05]. （原始内容存档于2021-11-11）.
6. ↑  INC, SANKEI DIGITAL. . イザ！. 2021-11-04  [2021-11-05]. （原始内容存档于2022-12-02） （日语）.
7. ↑  . ibarakinews.jp.   [2021-11-05]. （原始内容存档于2022-12-02）.
8. ↑  日本放送協会. . NHK政治マガジン.   [2021-11-05]. （原始内容存档于2022-12-02） （日语）.
9. ↑  INC, SANKEI DIGITAL. . 産経ニュース. 2021-11-04  [2021-11-05]. （原始内容存档于2022-07-04） （日语）.
10. ↑  日本放送協会. . NHK NEWS WEB.   [2021-11-05]. （原始内容存档于2021-11-11）.
11. ↑  INC, SANKEI DIGITAL. . イザ！. 2021-11-04  [2021-11-05]. （原始内容存档于2022-12-02） （日语）.
12. ↑  . 毎日新聞.   [2022-02-15]. （原始内容存档于2022-12-02）.
13. ↑  日本放送協会. . NHK政治マガジン.   [2021-11-05]. （原始内容存档于2022-12-02） （日语）.
14. ↑  日本放送協会. . NHK NEWS WEB.   [2021-11-05]. （原始内容存档于2021-11-11）.
15. ↑  . 日経新聞. 2021-11-04  [2021-11-05]. （原始内容存档于2022-12-02）.
16. ↑  INC, SANKEI DIGITAL. . 産経ニュース. 2021-11-04  [2021-11-05]. （原始内容存档于2022-07-04） （日语）.
17. ↑  INC, SANKEI DIGITAL. . イザ！. 2021-11-04  [2021-11-05]. （原始内容存档于2022-12-02） （日语）.